# حوض سباحة بالحجم الأولمبي

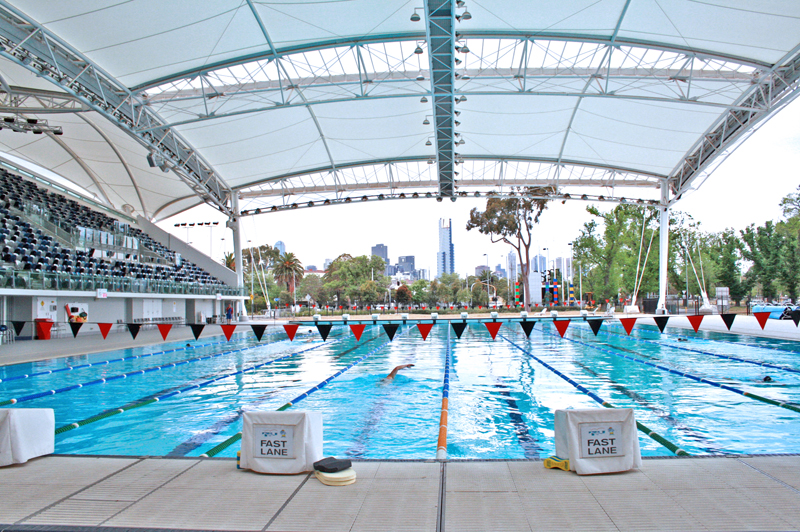
حوض سباحة بالحجم الأولمبي في ملبورن، أستراليا

حوض سباحة بالحجم الأوليمبي هو نوع من أنواع أحواض السباحة المستخدمة في دورة الألعاب الأولمبية، حيث أن مسار السباق هو 50 مترا من الطول، وعادة ما يشار إلى هذا على أنه السباق الطويل. والذي يتميز عن السباق القصير الذي ينطبق على المسابقات في أحواض السباحة التي يبلغ طولها 25 مترا.
المسافة بين لوحات اللمس يجب أن تكون إما 25 أو 50 مترا وهذا كي يستطيع المسبح التأهل ليتم الاعتراف به من قبل الاتحاد الدولي للسباحة.